# Просје
Просје је насељено мјесто у општини Бусовача, Босна и Херцеговина.

## Становништво
|         | 2013.       | 1991.        | 1981.        | 1971.       | 1961.       |
| Укупно  | 41 (100,0%) | 40 (100,0%)  | 54 (100,0%)  | 63 (100,0%) | 69 (100,0%) |
| Хрвати  | 41 (100,0%) | 26 (65,00%)  | 39 (72,22%)  | 55 (87,30%) | 62 (89,86%) |
| Бошњаци | –           | 14 (35,00%)1 | 15 (27,78%)1 | 8 (12,70%)1 | 6 (8,696%)1 |
| Остали  | –           | –            | –            | –           | 1 (1,449%)  |

1. 1 На пописима од 1971. до 1991. Бошњаци су пописивани углавном као Муслимани.